# ロッキー山紅斑熱

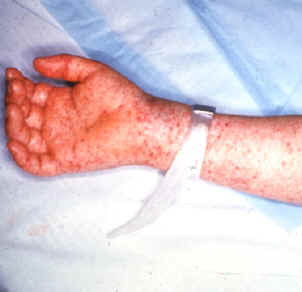
手の症例

ロッキー山紅斑熱（ロッキーさんこうはんねつ、Rocky Mountain spotted fever）とはRickettsia richettsiiを原因とするヒトのリケッチア感染症の一種。同義語として斑点熱、ダニ熱、ダニチフスなどがある。

## 特徴
最初にアメリカ合衆国のロッキー山脈周辺で見つかった症状のためこの名称であるが、北米の広域で症例が見られる。アメリカ合衆国では最もよく見られるリケッチア感染症である。潜伏期間は3〜12日で、発症すると皮膚に赤い発疹が生じる

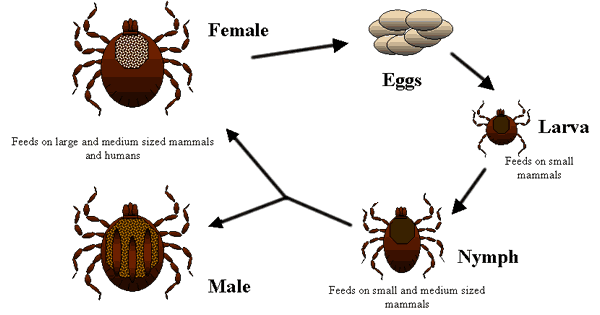
ロッキーマダニのライフサイクル

カクマダニ、チマダニなどのマダニによって媒介され、齧歯類、鳥類、兎、羊などで感染環が成立する。マダニの活動期である春から夏にかけて発生しやすい。
治療には感受性のある抗生物質が用いられる。

## ダニ熱としてロッキー山紅斑熱の登場する作品
- 『ブロークン・トレイル 遥かなる旅路』